# Індіанола (округ Піттсбург, Оклахома)
Індіанола (англ. Indianola) — місто (англ. town) в США, в окрузі Піттсбург штату Оклахома. Населення — 148 осіб (2020).

## Географія
Індіанола розташована за координатами 35°9′48″ пн. ш. 95°46′34″ зх. д. / 35.16333° пн. ш. 95.77611° зх. д. (35.163384, -95.775998).  За даними Бюро перепису населення США в 2010 році місто мало площу 0,81 км², уся площа — суходіл.

## Демографія
Згідно з переписом 2010 року, у місті мешкали 162 особи в 65 домогосподарствах у складі 42 родин. Густота населення становила 200 осіб/км².  Було 76 помешкань (94/км²).
Расовий склад населення:
| - 80,2 % — білих - 6,2 % — корінних американців - 5,6 % — осіб інших рас |

До двох чи більше рас належало 8,0 %. Частка іспаномовних становила 9,3 % від усіх жителів.
За віковим діапазоном населення розподілялося таким чином: 24,7 % — особи молодші 18 років, 60,5 % — особи у віці 18—64 років, 14,8 % — особи у віці 65 років та старші. Медіана віку мешканця становила 41,0 року. На 100 осіб жіночої статі у місті припадало 102,5 чоловіків;  на 100 жінок у віці від 18 років та старших — 106,8 чоловіків також старших 18 років.
Середній дохід на одне домашнє господарство  становив 53 549 доларів США (медіана — 46 250), а середній дохід на одну сім'ю — 60 684 долари (медіана — 48 958). За межею бідності перебувало 20,1 % осіб, у тому числі 27,5 % дітей у віці до 18 років та 10,7 % осіб у віці 65 років та старших.
Цивільне працевлаштоване населення становило 46 осіб. Основні галузі зайнятості: освіта, охорона здоров'я та соціальна допомога — 21,7 %, виробництво — 19,6 %, роздрібна торгівля — 15,2 %, транспорт — 13,0 %.